# Rainbow Ruby
Rainbow Ruby (koreanisch 레인보우 루비, chinesisch 彩虹宝宝) ist eine südkoreanisch-chinesisch-kanadische Animationsserie.

## Inhalt
Die Serie handelt von der 6-jährigen Ruby, die in das magische Rainbow Village reisen kann. Hier sind alle ihre Plüschtiere und Puppen lebendig. Ruby erlebt mit ihnen Abenteuer oder hilft bei ihren Alltagsproblemen.

## Produktion und Veröffentlichung
Die Serie entstand beim 38 °C Animation Studio und CJ E&M Corporation in Südkorea und China Entertainment Corporation in Volksrepublik China. Der Vertrieb liegt bei DHX Media. Die 11 Minuten langen Folgen werden seit 23. April 2016 zuerst in Kanada vom Family Jr. ausgestrahlt, insgesamt wurden 52 Folgen produziert.